# Luca Ferrini
Luca Ferrini, italijansko-slovenski pianist, čembalist in orglavec, * 24. oktober 1968, Gorica.
Leta 1988 je iz klavirja, čembala in orgel diplomiral na Tržaškem glasbenem konservatoriju. Sodeluje z mnogimi slovenskimi glasbenimi ansambli in je organizator Openskih glasbenih srečanj na Opčinah pri Trstu. V smislu glasbenega poustvarjanja se posveča predvsem baročni glasbi.
Je član Tria Baraga.